# Доказательство активности с ограниченным доверием
Доказательство активности с ограниченным доверием (англ. Limited Confidence Proof-of-Activity (LCPoA)) — метод защиты цепочки блоков в блокчейн системах, основанный на модификации алгоритма Proof-of-Work, в сторону уменьшения расхода вычислительных ресурсов — требуется подбор хеша блока, но в качестве дополнительного значения nonce используется текущая метка времени .

## Общий принцип работы

### Proof-of-Activity
Proof of Activity —  принцип, основанный на решении задачи, схожей с задачей принципа Proof of Work, но со значительно сниженной сложностью, благодаря которому решение задачи занимает от долей секунды до нескольких минут.
Алгоритму требуется малое, по сравнению с Proof-of-Work, количество вычислительных ресурсов. Проверка корректности создаваемых блоков выполняется с помощью ограничения минимально возможного времени создания блока. Это позволяет ограничить максимальную скорость добавления блоков в блокчейн.
Несмотря на это, из-за особенностей работы алгоритма, злоумышленник может попытаться пересоздать часть или всю цепочку блоков с самого начала, и совершить атаку 51 %, затратив при этом малое количество вычислительных ресурсов. Для предотвращения подобной ситуации, алгоритм дополняется алгоритмом «Ограничения доверия» (Limited Confidence).

### Limited Confidence
Алгоритм «Ограничения доверия» (Limited Confidence) предполагает автоматическое создание контрольных точек блокчейна. В основе алгоритма лежит система, которая запрещает перезапись цепочки блоков, старше определённого заданного порога. Например, при установке порога в 5 минут, будет возможна перезапись блоков не старше 4 минут 59 секунд.
Это позволяет предотвратить любую возможную атаку на основную часть цепочки блоков, при этом используя заранее установленное время для подтверждения добавления блока в сеть.
Несмотря на это остаётся возможность атаки на «незакреплённую» часть цепочки, а также возможна попытка отключения работоспособности некоторых клиентов сети путём создания некорректной цепочки большей длины и старше порогового значения.
Похожие реализации контрольных точек блокчейн-цепи реализованы в некоторых криптовалютах, например, Peercoin.

## Преимущества и недостатки

### Преимущества
- Алгоритм позволяет уровнять шансы компьютеров любой мощности на создание блока
- Появляется возможность перенести ответственность за генерацию блока на любого клиента сети. В большинстве случаев это позволяет избавиться от майнеров.
- Защищает основную часть цепи блоков от атаки 51 %
- Защита от спама сети, использующая время по гринвичу
- Нет необходимости создания финансовых инструментов (токенов) в сети, для подтверждения блоков

### Недостатки
- Остаётся возможность проведения атаки 51 % на блоки, младше порогового значения
- Присутствует возможность атаки на клиенты, и приведения их цепочек к тупиковому состоянию

## Использование и авторство
Автором алгоритма является программист Андрей Недобыльский. На текущий момент доказательство активности с ограниченным доверием используется только в блокчейн-платформе izzz.io а также в продуктах, использующих эту платформу, в том числе:
1. BitCoen
2. Buzcoin[5][6]
3. Baikalika[7][4]
4. NWP Solution[8][4]
5. SBS Platform[9][4]
6. NS Platform[10][11]